# Channanakunte, Sira
Channanakunte là một làng thuộc tehsil Sira, huyện Tumkur, bang Karnataka, Ấn Độ.